# Савиньяно-суль-Рубиконе
Савиньяно-суль-Рубиконе (итал. Savignano sul Rubicone) — город в Италии, располагается в регионе Эмилия-Романья, подчиняется административному центру Форли-Чезена.
Население составляет 14 890 человек, плотность населения составляет 647 чел./км². Занимает площадь 23 км². Почтовый индекс — 47039. Телефонный код — 0541.
Покровительницей коммуны почитается святая Луция. Праздник ежегодно празднуется 13 декабря.

## Города-побратимы
- Ницца-Монферрато, Италия
- Вальс-ле-Бен, Франция